# Dactyl (měsíc)

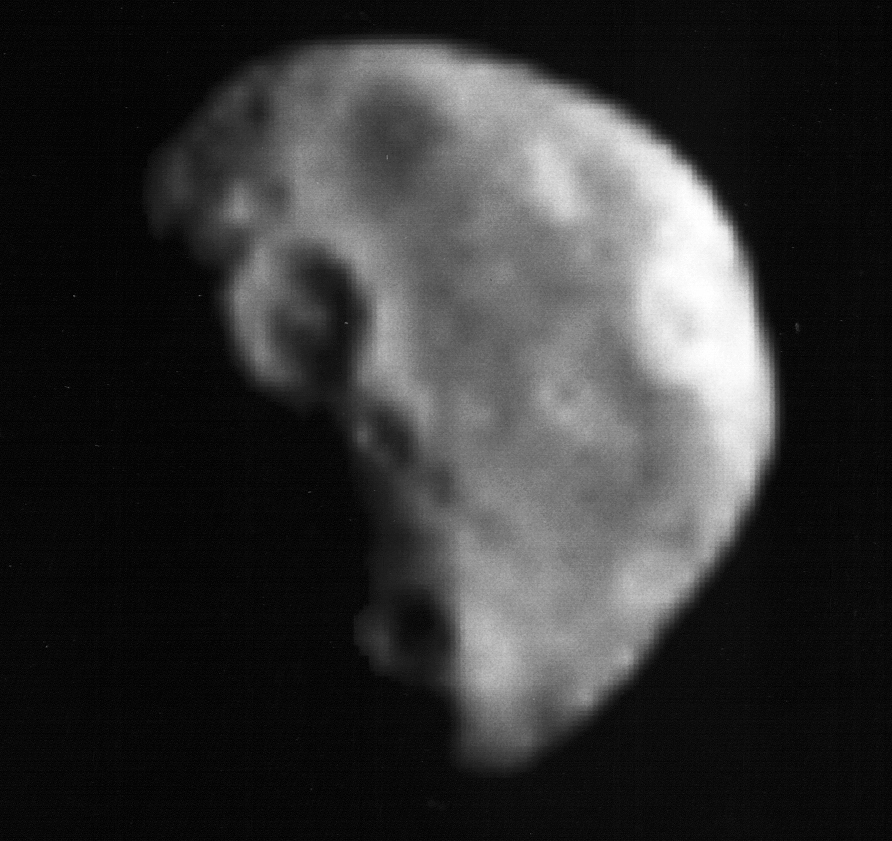
Detailní snímek měsíce Dactyl

Dactyl (z řečtiny "prst") je malý měsíc obíhající kolem planetky (243) Ida v hlavním pásu planetek. 17. února 1994 ho objevila Ann Harch (členka mise Galileo) na snímcích sondy Galileo z 28. srpna 1993, když sonda na své cestě k Jupiteru zkoumala objekty v této oblasti.
Oběžná doba měsíce o rozměrech 1,4×1,2×1,6 km kolem planetky Ida je udávána v rozmezí 20 hodin až 1,54 dne. Průměrná vzdálenost od Idy je 90 km se sklonem 9° k rovníku planetky. Oběžná dráha měsíce zatím nebyla přesně stanovena.
Původ měsíce je nejasný, existují dvě hypotézy, které se jej snaží objasnit. Jedna předpokládá, že měsíc i planetka vznikly současně, druhá tvrdí, že měsíc byl z planetky vyražen při impaktu. Obě hypotézy však mají problémy a nedokáží přesně vysvětlit současný stav.

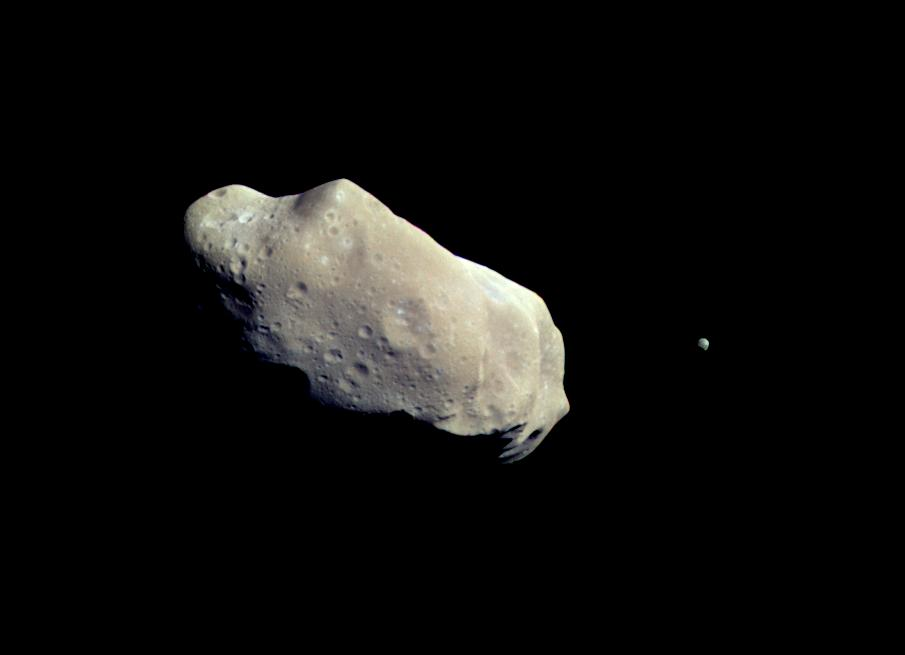
Ida (vlevo) a její satelit Dactyl (vpravo), pořízeno vesmírnou sondou Galileo

Dactyl představuje vůbec první objevený měsíc, který obíhá kolem planetky. Jeho objev ukončil dlouhé vědecké debaty, zda mohou mít i planetky měsíc.
Původní označení bylo S/1993 (243) I a až poté byl pojmenován po mytologických stvořeních, která s nymfou Idou pečovala na Krétě o malého Dia.